# Безсмельницын, Василий Викторович
Васи́лий Ви́кторович Безсмельни́цын (род. 18 января 1975, Козыревск) — российский горнолыжник. Выступал за сборную России по горнолыжному спорту на всём протяжении 1990-х годов, серебряный и бронзовый призёр российского национального первенства, серебряный призёр чемпионата мира среди юниоров, участник двух зимних Олимпийских игр. Мастер спорта России международного класса (1994).

## Биография
Василий Безсмельницын родился 18 января 1975 года в посёлке городского типа Козыревск Камчатской области. Серьёзно заниматься горнолыжным спортом начал в возрасте семи лет в 1982 году, первое время проходил подготовку под руководством тренеров С. Воробьёва и Г. Будорацкого, позже был подопечным С. А. Назарова и А. А. Догадкина в детско-юношеской спортивной школе в городе Елизово.
В 1991 году выполнил норматив мастера спорта, вошёл в состав российской национальной сборной и выступил на чемпионате мира среди юниоров в Норвегии, где занял 60 место в гигантском слаломе и 40 место в скоростном спуске. В 1992 и 1993 годах стартовал на аналогичных соревнованиях в Словении и Италии соответственно, тем не менее, здесь так же был далёк от попадания в число призёров.
Первого серьёзного успеха на международном уровне добился в 1994 году, когда побывал на юниорском мировом первенстве в Лейк-Плэсиде и привёз оттуда награду серебряного достоинства, выигранную в программе скоростного спуска — пропустил вперёд только канадца Кевина Верта. Благодаря череде удачных выступлений удостоился права защищать честь страны на зимних Олимпийских играх в Лиллехаммере — в скоростном спуске был дисквалифицирован и не показал никакого результата, в супергиганте занял 34 место, в гигантском слаломе и комбинации не финишировал.
В 1995 году стал бронзовым призёром чемпионата России в гигантском слаломе и супергиганте. С этого момента регулярно принимал участие в крупных международных соревнованиях, таких как Кубок мира и Кубок Европы.
На чемпионате России 1997 года завоевал серебряную медаль в зачёте слалома-гиганта.
Находясь в числе лидеров российской горнолыжной сборной, благополучно прошёл отбор на Олимпийские игры 1998 года  в Нагано — на сей раз занял 24 место в скоростном спуске, 29 место в супергиганте, тогда как в гигантском слаломе сошёл с дистанции.
Впоследствии оставался действующим спортсменом вплоть до 1999 года, хотя в последнее время уже не показывал сколько-нибудь значимых результатов на международной арене. За выдающиеся спортивные достижения удостоен почётного звания «Мастер спорта России международного класса» (1994).
После завершения спортивной карьеры занялся тренерской деятельностью, работает тренером в КГА ОУ ДОД СДЮСШОР по горнолыжному спорту в Елизово.
Женат на Елене Безсмельницыной, есть четверо детей: Виолетта, Иван, Евгения и Светлана.